# Histoire de ma vie (Amrouche)
 (février 2016).
Si vous disposez d'ouvrages ou d'articles de référence ou si vous connaissez des sites web de qualité traitant du thème abordé ici, merci de compléter l'article en donnant les références utiles à sa vérifiabilité et en les liant à la section « Notes et références ».
Histoire de ma vie est l'autobiographie de Fadhma Aït Mansour Amrouche. Écrits en français au mois d’août 1946 (entre le 1 et le 31) à Radès en Tunisie, en souvenir du cinquantième anniversaire de sa sortie de l’école de Taddart-Oufella;

## Résumé
Ce livre est le récit d'une vie, "une simple vie, écrite avec limpidité par une grande dame kabyle, où l'on retrouve les travaux et les jours, les naissances, les morts, le froid cruel, la faim, la misère, l'exil, la dureté de cœur..."
D'une mère adultère et d'un père qui ne voulut pas la reconnaître comme étant sa fille, Fadhma née un soir de 1883 à Tizi Hibel. Sa mère l'a protégée tant qu'elle a pu contre sa famille et le village qui la considéraient comme un être maudit. Elle subissait toutes sortes d’intolérances, recevait des corrections et se faisait insulter pour un rien. Elle souffrait le martyre chaque jour de son enfance, en ignorant la cause de cet acharnement contre elle. Ce n’est que plus tard que sa mère lui racontera le secret qui entourait sa naissance.
Devant l'intolérance des villageois, sa mère la met dans un orphelinat géré par les sœurs blanches. Elle pensait ainsi éviter à sa fille les atrocités qu'elle subissait. Mais à son grand regret, là encore les punissions et les mauvais traitements sont plus que communs au sein de cet édifice religieux qui n’éduquait pas mais arrachait l’innocence des jeunes âmes.
Ayant eu vent des pratiques "non-catholiques" des sœurs, sa mère la retira. Dans les années qui suivirent, vers 1880, la France sous le fameux slogan de "Mission civilisatrice" commence à ouvrir des écoles un peu partout en Kabylie; les caïds étaient chargés de parcourir les villages pour convaincre les villageois de laisser leurs filles fréquenter ces écoles. C’est ainsi que Fadhma se retrouve en novembre 1886 dans l’Orphelinat de Taddart-Oufella. Contrairement à celui des sœurs blanches, cet orphelinat dispense un enseignement laïc et de qualité. C'est pendant ces dix années au sein de cet établissement que les portes de la littérature française lui seront ouvertes.
Elle lisait tout ce qui lui passait par les mains. En 1897, elle quitte l'orphelinat, qui était devenu Cours Normal, pour apprendre à devenir Kabyle dans son village avec sa mère qui lui a appris tout ce qu’une femme kabyle devait apprendre. Elle s’adonnait aux travaux des champs, du ménage, charriait de l’eau…
Ayant atteint l’âge nubile, sa mère tenta de lui trouver un prétendant, mais aucun n’était venu demander sa main malgré sa beauté et son instruction. Le temps s’égrenait ainsi jusqu’au jour où elle reçoit la visite de la mère supérieure de Tamghout, qui lui demanda de se présenter à l’hôpital des At Menguellat pour travailler.
« C’est ici sans doute que s’accomplira ma destinée », dit-elle à propos de cet établissement hospitalier. Dans un endroit où la mort, les maladies rodent partout, la religion est poussée jusqu’à ses derniers retranchements. Les Pères répétaient sans cesse : « Seuls ceux qui étaient baptisés allaient au ciel ». Fadhma, qui avait reçu son éducation dans une école laïque, ne croyait pas à ce genre d’affirmation, elle croyait plutôt en Dieu. Mais dans cet établissement, où la religion occupe une part très importante dans la vie quotidienne, où l’on passe la majeure partie du temps dans la célébration des messes, l’enseignement du catéchisme, le chant des cantiques..., on finit tôt ou tard par y succomber. Le 24 août 1899, son mariage avec Belkacem Amrouche, un jeune chrétien d’Ighil-Ali, a scellé définitivement son union avec le christianisme.
Le jeune couple tente de faire du foyer un nid de bonheur et d’insouciance. Avec la naissance de leur premier fils Paul-Mohand-Saïd, ils quittent Larbaâ Nath Irathen (anciennement Fort National) pour s’installer à Ighil-Ali. C'est là que Fadhma fera la dure expérience d’une jeune épouse au milieu d’une famille nombreuse, entre jalousie, cupidité, propos blessants…. Sa conversion au christianisme ne manquait pas de lui créer des situations intenables, traitée de « renégat », de mécréante et de beaucoup d'autres propos aussi douloureux les uns que les autres.
La famille Amrouche vivait une certaine aisance mais à la mort respectable Hacène-ou-Amrouche, grand-père de Belkacem. La Famille se disloque, de futiles problèmes telle que la circoncision des enfants empoisonna l’atmosphère déjà polluée. Devant cette situation, Fadhma, qui entretemps a donné naissance à deux autres garçons Henri-Achour et Jean-El-Mouhoub, n’aspirait qu'à quitter Ighil-Ali. C’est ainsi que la petite famille, maintenant composée de cinq membres, se retrouva en Tunisie, où ils ont mené une vie de nomades entre déménagements et privations malgré leur naturalisation. Il fallait penser à l’éducation des enfants, dont le nombre s'est accru maintenant, Marie-Louise-Taos, Noël…et leur santé, à la famille d’Ighil-Ali décimée par une épidémie de typhus et enfin à cette maison au pays qui commence à s’élever...
À la faim, la guerre, la misère se rajouta le deuil: Paul, mort le 6 juin 1940 et Noël à l’hôpital le 10 juillet 1940 mais cette époque était éclairée par une œuvre qui tint en haleine pendant des mois, Marie-Louise-Taos, Jean et leur mère : la fixation en langue française des chants berbères hérités des ancêtres qui lui avait permis de supporter l’exil et de bercer sa douleur.
En 1953, après bien des aventures, la famille est revenue s’installer à Ighil-Ali où elle croyait mener une vie paisible mais à leur grand regret, en 1956, devant les menaces qui pesaient sur les citoyens kabyles de confession chrétienne, durant la guerre d'Algérie, les Amrouche ont été forcés de s'exiler en France, une autre fois.
Fadhma n’a jamais connu de véritable repos. Mais en dépit d’une vie d'exil pleine d'agitations et de troubles, son âme est toujours restée kabyle comme elle l'a affirmé dans son autobiographie: « Je viens de relire cette longue histoire et je m’aperçois que j’ai omis de dire que je suis toujours kabyle ».
Elle s’éteint en Bretagne le 9 juillet 1967 à l’âge de 85 ans.